# جايسون موس (موسيقي)
جايسون موس (بالإنجليزية: Jason Moss)‏ هو عازف قيثارة وموسيقي أمريكي، ولد في 19 أبريل 1969 في لورانس في الولايات المتحدة.